# Thỏ Bourgogne

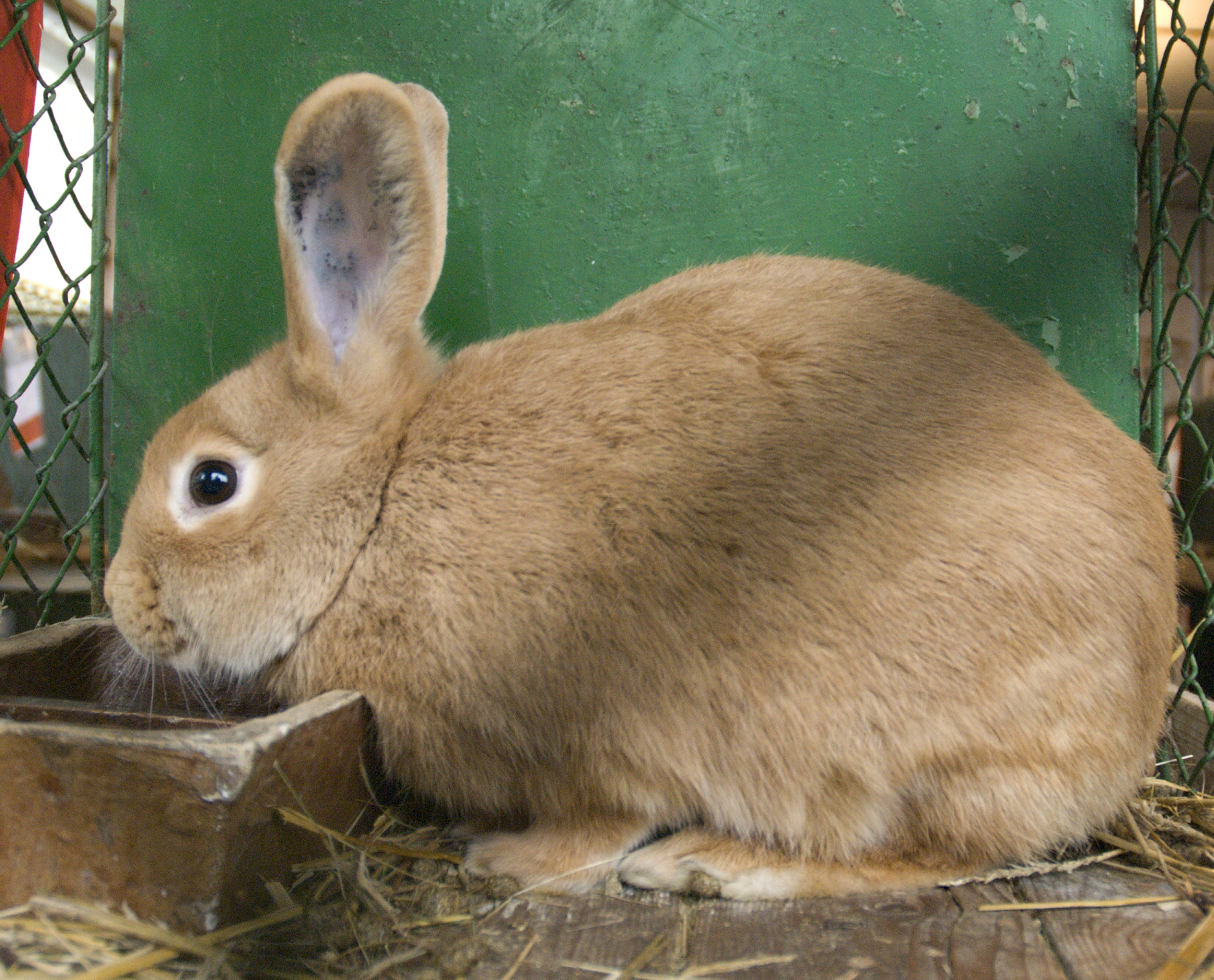
Một con thỏ Bourgogne

Thỏ Bourgogne (Fauve de Bourgogne) là một giống thỏ có nguồn gốc từ Pháp. Chúng là một giống thỏ nhà chắc nịch với tầm vóc vừa phải và phủ một màu cam đỏ. Chúng có nguồn gốc tại Bourgogne trong những năm đầu thế kỷ XX và sau đó lan rộng ra khắp lãnh thổ Pháp, nhờ vào tốc độ sinh đẻ rất cao.
Ngày nay, Liên đoàn nuôi thỏ Pháp (Fédération française de cuniculture) công nhận là một giống quốc gia ở Pháp. Năm 1928, chúng được AELFB (Hiệp hội các nhà chăn nuôi thỏ Fauve de Bourgogne) công nhận. Với thể trạng có màu nâu và béo tốt, chúng được coi như một con vật nuôi hoặc để nuôi lấy thịt thỏ. 

## Đặc điểm
Fauve de Bourgogne có nguồn gốc cổ xưa, và trong nhiều thế kỷ, chúng có màu đỏ. Đây là giống thỏ cao sản, và thịnh hành trong khu vực này chủ yếu là cho độ bền, sự trưởng thành và sự khéo léo, chúng có thể tăng cân nhanh chóng. Màu chủ đạo của chúng là đỏ cam, nhưng một số đối tượng đã được đánh dấu bằng cổ trắng, đầu và chân. Ngày nay, có khoảng 1.130 nông dân cho biết họ đang nuôi giữ 9200 con. Chiều dài lý tưởng của chúng là từ 11,5 cm và 12,5 cm, và không được nhỏ hơn 11 cm hoặc vượt quá 13 CM6.
Chúng là vật nuôi nhạy cảm với các yếu tố ngoại cảnh (chốn trạy, sợ tiếng động), khả năng thích ứng với môi trường kém. Nếu được chăm sóc tốt, chúng sẽ trở nên thân thiện và vui vẻ. Sống trong nhà chúng sẽ được an toàn hơn. Cần tránh tiếp xúc với các loài động vật khác, đặc biệt là chuột. Nếu ban ngày chúng ăn không hết thức ăn thì cần vét sạch máng, nếu thừa chuột sẽ lên ăn và cắn chết thỏ, nhất là thỏ con mới đẻ. Thỏ là loài gia súc yếu, sức đề kháng cơ thể kém, dễ cảm nhiễm các mầm bệnh và phát triển thành dịch, khi mắc bệnh chúng rất dễ chết.
Dạ dày chúng co giãn tốt nhưng co bóp yếu. Nhiều con bị chứng sâu răng hành hạ và có vấn đề về tiêu hóa. Chúng cũng bị mắc một số bệnh như bại huyết, ghẻ, cầu trùng, viêm ruột, do ăn thức ăn sạch sẽ, không bị nấm mốc. Nếu thấy chúng có hiện tượng phân hôi, nhão sau đó lỏng dần thấm dính đét lông quanh hậu môn, kém ăn, lờ đờ uống nước nhiều đó là bệnh tiêu chảy. Chúng hiếu động và ham chạy nhảy, sinh trưởng tốt, nuôi chúng không cần nhiều diện tích.

## Chăm sóc

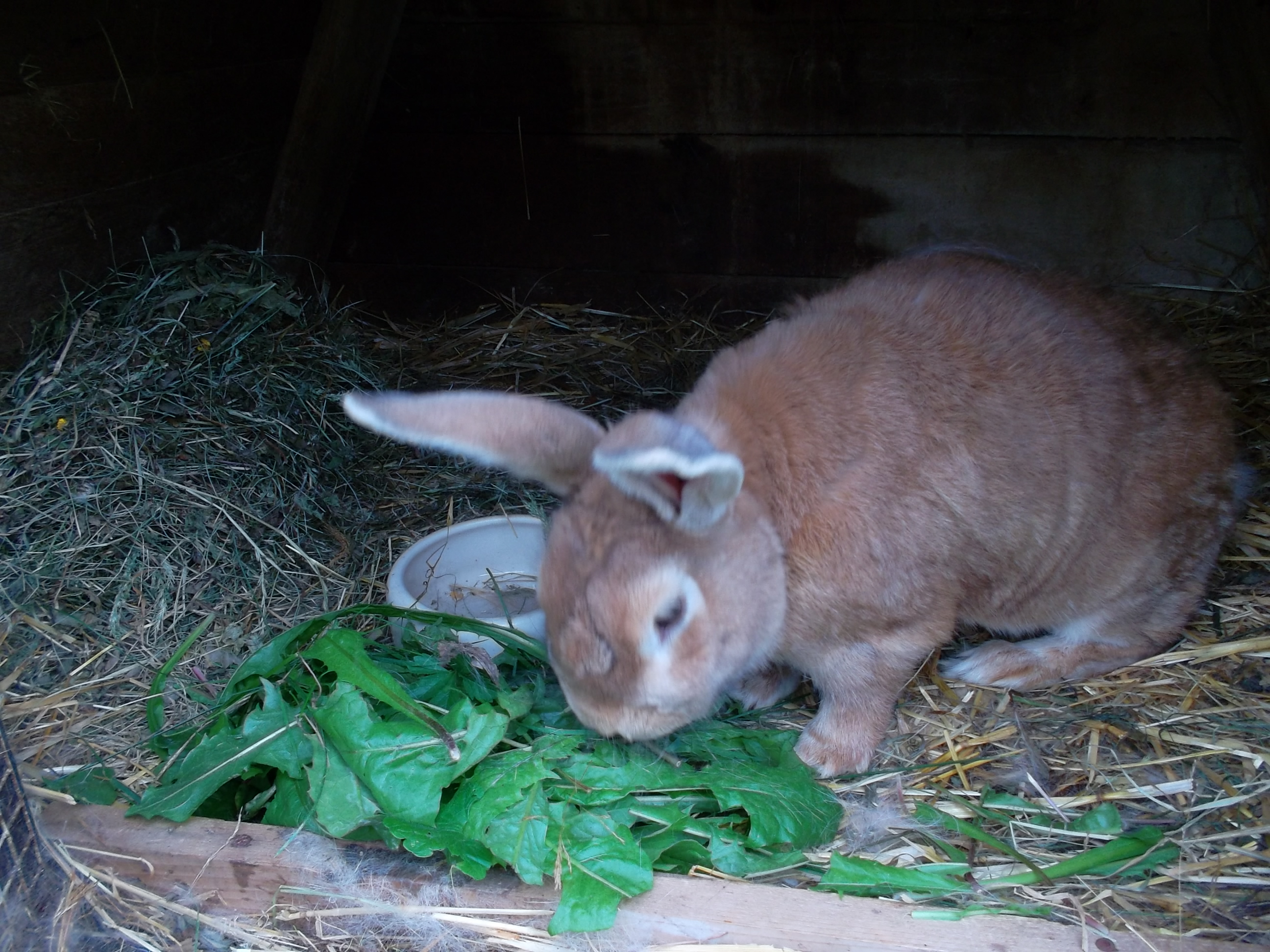
Một con thỏ đang ăn

Cho chúng ăn cà rốt có thể khiến chúng bị sâu răng, cũng như gây nên những vấn đề về sức khỏe khác. Cà rốt và táo chứa nhiều đường thực vật, chỉ nên cho thỏ ăn những loại này ít. Chúng thích cam thảo nhưng nó lại không tốt bởi thỏ không thể tiêu hóa đường. Chúng thông thường không ăn rau củ có rễ, ngũ cốc hoặc trái cây, đặc biệt là rau diếp. Nên cho thỏ ăn cỏ, cải lá xanh đậm như bắp cải, cải xoăn, bông cải xanh (phải rửa sạch).
Luôn có thức ăn xanh trong khi chăm sóc, lượng thức ăn xanh cho chúng luôn chiếm 90% tổng số thức ăn trong ngày. Có thể cho chúng ăn thêm thức ăn tinh bột, không được lạm dụng vì chúng sẽ dễ bị mắc bệnh về đường tiêu hóa dẫn đến chết. Nhiều người cho rằng thỏ không cần uống nước là sai. Thỏ chết không phải do uống nước hay ăn cỏ ướt mà vì uống phải nước bẩn và ăn rau bị nhiễm độc.